# 金汤力
金汤力（英語：Gin and tonic, gin tonic，或 G & T），是一种由金酒和汤力水调制而成的高球鸡尾酒。配制时金酒和汤力水的比例会根据口味、烈度和配饮的不同而变化，配方常见的比例在  1:3 到 1:5 之间。通常配制时还会加入一小块青柠加以添饰。为了保留其中的气泡，加入汤力水时还常会沿着调酒匙倒入。冰块的加入则冲淡了酒精的效果，使入口更加柔和，风味更加宜人。

## 图片

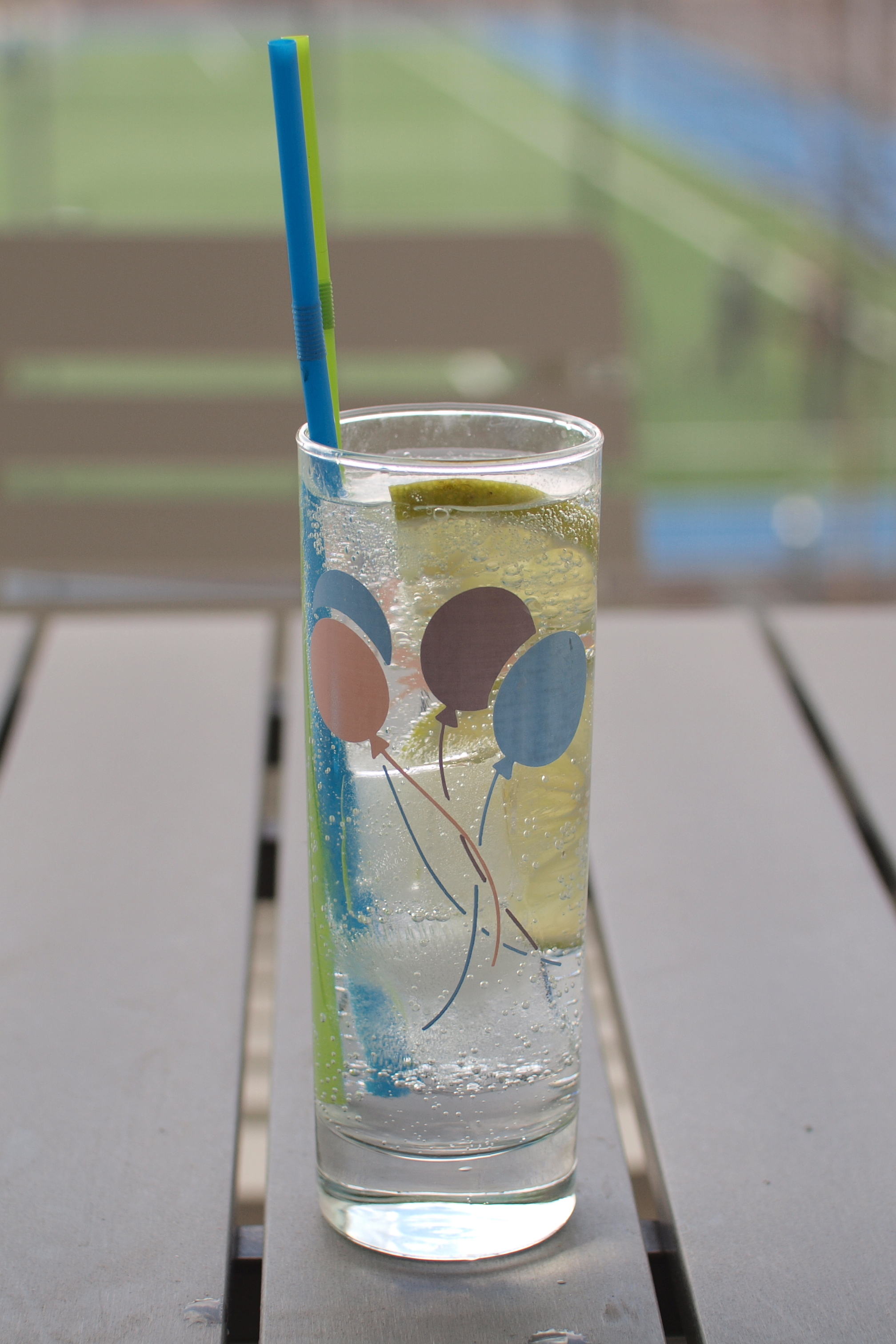
金汤力配青柠片，由龐貝藍鑽特級琴酒和玉泉印度汤力水调制
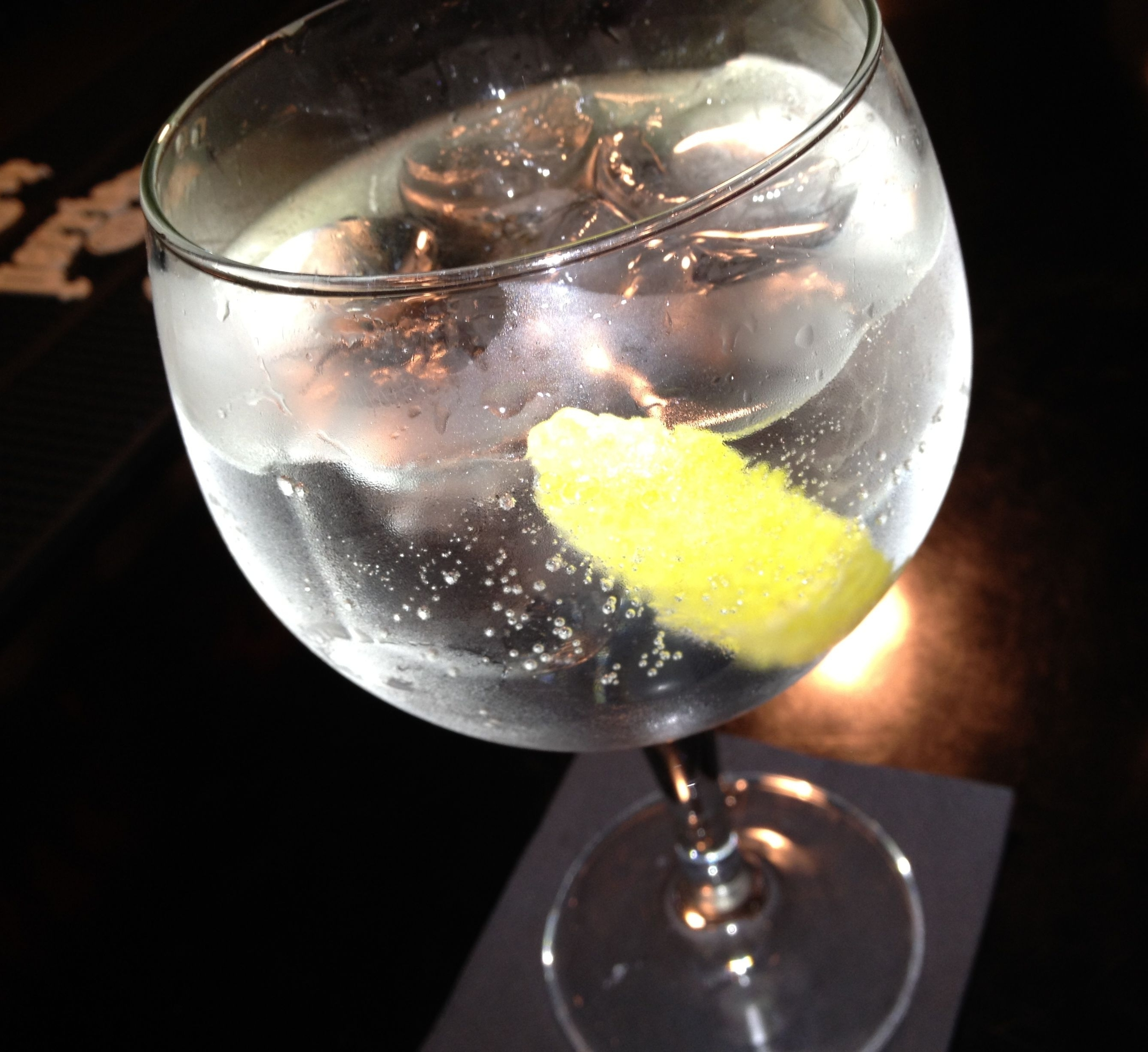
金汤力配柠檬块
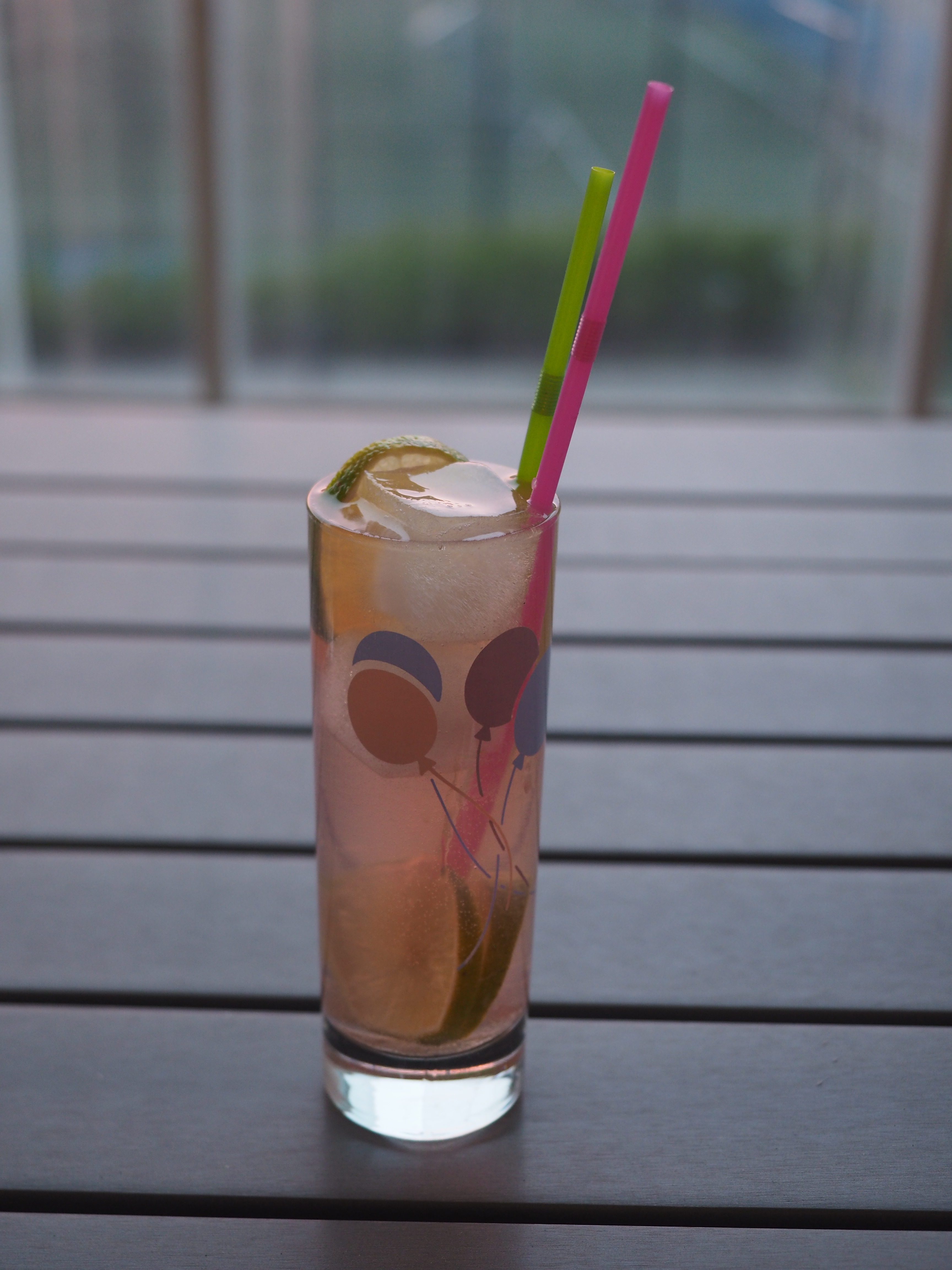
使用爱沙尼亚花匠琴酒，酒中的植物萃取物使其呈现出粉色
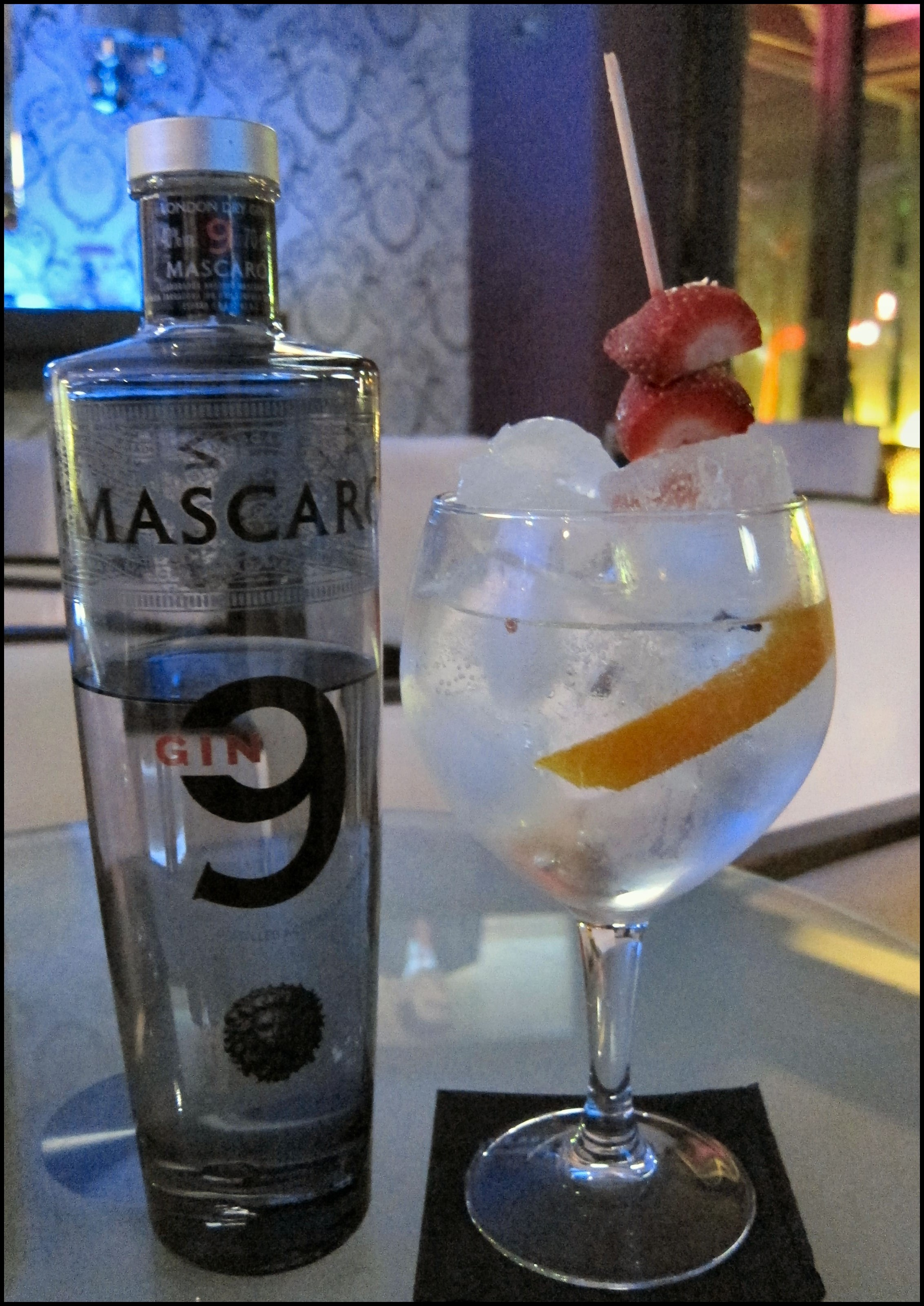
气球杯中的西班牙琴通寧